# Palau
Palau (pronunciado em português: [paˈlaw]; pronunciado em inglês: [pəˈlaʊ] (escutarⓘ); por vezes em inglês também Belau ou Pelew; em palauano: Belau), oficialmente República de Palau (em inglês:  Republic of Palau; em palauano: Beluu ęr a Belau) é um pequeno país insular da Micronésia, no Oceano Pacífico, entre os mares das Filipinas a oeste e norte, Indonésia e Papua-Nova Guiné a sul e Estados Federados da Micronésia a leste e nordeste (Yap). Constituído por oito ilhas principais e diversos pequenos ilhéus e atóis.
O país foi estabelecido originalmente há cerca de 3 000 anos por migrantes das Filipinas, tendo sofrido uma povoação de negritos até há cerca de 900 anos. As ilhas foram visitadas pelos europeus no século XVIII, e se tornaram parte do Império Espanhol na Ásia e Oceania, em 1885. Após a derrota da Espanha na Guerra Hispano-Americana, em 1898, as ilhas foram vendidas à Alemanha Imperial em 1899, nos termos do Tratado Germano-Espanhol, onde foram administrados como parte da Nova Guiné Alemã. A Marinha Imperial Japonesa conquistou Palau durante a Primeira Guerra Mundial, e as ilhas foram feitas mais tarde uma parte do Mandato do Pacífico Sul pela Liga das Nações. Durante a Segunda Guerra Mundial, escaramuças, incluindo a Batalha de Peleliu, foram travadas entre as tropas norte-americanas e japonesas, como parte da Campanha nas Ilhas Marianas e Palau. Após a guerra, junto com outras ilhas do Pacífico, Palau foi posta sob alçada do governo dos Estados Unidos, através do Protetorado das Ilhas do Pacífico em 1947. O país votou contra a formação de um único estado com os Estados Federados da Micronésia em 1979, ganhando soberania plena em 1994 sob um Tratado de Livre Associação com os Estados Unidos.
A cultura das ilhas mistura elementos japoneses, da Micronésia e da Melanésia. A maioria dos habitantes são micronésios, melanésios e austronésios, com grupos significativos de descendentes de colonos japoneses e filipinos. O palauano e o inglês são as línguas oficiais do país, com o japonês, sonsorolense e tobiano reconhecidos como línguas regionais.
Politicamente, Palau é uma república presidencial em livre associação com os Estados Unidos, que lhe providencia condições de defesa, financiamento e acesso aos serviços sociais. O poder legislativo é concentrado no bicameral Congresso Nacional do Palau. A economia do país é baseada principalmente no turismo, agricultura de subsistência e pesca, com uma parcela significativa do produto interno bruto (PIB) derivado de ajuda externa.

## Etimologia
O nome das ilhas na língua palauana, Belau, é provavelmente derivado da palavra palauana " beluu " que significa "aldeia", ou da palavra "aibebelau " que significa "resposta indireta", aludindo a um mito da criação.
O nome "Palau" entrou na língua inglesa, para designar o alemão Palau . O nome arcaico em inglês para essas ilhas era "Pellew Islands" (Ilhas Pellew).

## História
Os primeiros habitantes de Palau, provavelmente da Indonésia, estabeleceram-se nessas ilhas há pelo menos 3 000 anos. O explorador espanhol Ruy López de Villalobos “descobriu” as ilhas em 1543, mas os europeus não se preocuparam com elas até o século XIX, quando a Espanha pediu a arbitragem do Papa Leão XIII contra a Alemanha, que tinha ocupado Yap, também as ilhas Carolinas. Pelo Tratado Germano-Espanhol de 1899, depois da Guerra Hispano-Americana, a Espanha vendeu as ilhas à Alemanha.
O Japão ocupou as ilhas em 1914 e administrou-as por mandato da Liga das Nações a partir de 1920, mas depois da sua derrota na Segunda Guerra Mundial, as ilhas passaram a ser administradas pelos Estados Unidos, como parte do Protectorado das Ilhas do Pacífico das Nações Unidas. Em 1979, os palauanos votaram não se juntar aos Estados Federados da Micronésia e preferiram a independência. Depois de longo período de transição, que incluiu a morte violenta de dois dos seus presidentes (o assassinato de Haruo Remeliik, em 1985 e o suicídio de Lazarus Salii, em 1988), Palau votou em 1994 a favor de um Tratado de Livre Associação com os Estados Unidos. No entanto, esta "Livre Associação" tinha sido rejeitada pelos palauanos mais de 10 vezes, tendo em conta que os termos do tratado permitem aos Estados Unidos controlar 51% das ilhas em caso de “emergência nacional”.

## Geografia
A República de Palau é parte das ilhas Carolinas e consiste em oito ilhas principais e mais de 250 ilhotas e atóis, localizadas a oeste dos Estados Federados da Micronésia, entre o Mar das Filipinas, a norte e a Indonésia e Nova Guiné, a sul.
As ilhas mais importantes são Angaur, Babeldaob, Koror e Peleliu, perto da extremidade norte, todas rodeadas por uma barreira de corais. Cerca de dois terços da população de cerca de 20 000 habitantes vive em Koror (7°30′ N 134°30′ E).
A norte desse grupo, encontra-se o atol de Kayangel, enquanto as desabitadas “Rock Islands” estão situadas a oeste do grupo principal, e as Ilhas do Sudoeste, a cerca de 600 km das ilhas principais e a cerca de 200 km da extremidade norte da Nova Guiné.
Palau tem clima tropical com temperatura média anual de 27 °C. As chuvas ocorrem durante todo o ano, com média anual de 3 800 mm. A humidade média é de 82%. Os tufões são raros em Palau.

## Demografia
A população de Palau é de aproximadamente 18 000 habitantes, dos quais 70% são nativos da Melanésia, Micronésia e Austronésia. Muitos palauanos também têm alguma ascendência asiática, advindas de colonos japoneses e filipinos. Os palauanos com ascendência japonesa representaram o maior grupo de minorias étnicas, com os de ascendência filipina formando o segundo maior grupo étnico.
As línguas oficiais em Palau são o palauano e o inglês, com exceção de dois estados (Sonsorol e Hatohobei) onde a língua local, juntamente com palauano, é oficial. O japonês é falado por parte da população e é uma língua oficial na ilha de Angaur.
Tratando sobre a religião, a maioria dos palauanos são cristãos, sendo que os católicos são a maioria neste, com 49,4% da população religiosa adepta, seguido pelos protestantes, com 30,9% de adeptos. Outras religiões incluem as crenças indígenas nativas de Palau, tais como o Modekngei (8,7%), budistas (0,6%) e outras religiões (8,8%). Os ateus e pessoas sem religião constituem 7% da população.

## Política
Palau é uma república democrática em que os poderes executivo e legislativo são escolhidos por eleições diretas. O presidente, que é ao mesmo tempo chefe de estado e de governo, e o vice-presidente são eleitos separadamente para mandatos de 4 anos. O Congresso Nacional de Palau (Olbiil era Kelulau) consiste em duas câmaras, o Senado e a Câmara dos Delegados. O Senado é composto por nove membros eleitos por todos os eleitores, enquanto a Câmara dos Delegados tem 16 membros, um para cada estado. Os deputados são eleitos para mandatos de 4 anos. Cada estado elege ainda o seu governador e a sua legislatura.
O Conselho dos Chefes, formado pelos mais altos chefes tradicionais de cada estado, apoia o presidente em aspectos das leis e costumes tradicionais.
O sistema judicial consiste no Tribunal Supremo, Tribunal Nacional, Tribunal Ordinário (Common Pleas Court) e Tribunal de Terras. O Supremo tem divisões de primeira instância e de apelação e é presidido pelo Chefe da Justiça (Chief Justice).
A Constituição de Palau foi adotada pela Convenção Constitucional de Palau, realizada de 28 de janeiro a 2 de abril de 1979, ratificada no Terceiro Referendo Constitucional de 9 de julho de 1980 e entrou em vigor em 1º de janeiro de 1981. A Segunda Convenção Constitucional, realizada em 2005, certifica as alterações propostas à Constituição da República de Palau que foram devidamente aprovadas por maioria de votos dos Delegados em 15 de julho de 2005.

## Subdivisões
Palau é constituído por 16 estados.

## Economia

Principais produtos de exportação de Palau em 2019.

Os pilares básicos da economia são o turismo, a agricultura de subsistência e a pesca. O estado é um grande empregador e recebe assistência financeira dos Estados Unidos, através do Compact of Free Association (Compact), que entrou em vigor após o término do mandato da ONU em 1º de outubro de 1994. Os EUA forneceram a Palau cerca de US$ 700 milhões em ajuda nos primeiros 15 anos após o início do Pacto em 1994, em troca de acesso irrestrito a suas terras e hidrovias para fins estratégicos. Os recursos naturais mais importantes são a madeira, peixe e minerais como o ouro. Os principais produtos de exportação são frutos do mar, atum e copra.
O Produto Interno Bruto (PIB) ajustado pelo Poder de Compra per capita em 2017 foi de US$ 16 200, sendo um dos maiores PIBs per capita nesta região. A população desfruta de uma renda per capita de aproximadamente o dobro da das Filipinas e maior do que aquela registrada na Micronésia, seus países vizinhos.
Em 2017, seus maiores parceiros comerciais eram o Japão, Estados Unidos, Índia e Guam. Cerca de 51,3% de suas exportações foram destinadas ao Japão, enquanto 15,8% tiveram como destino os Estados Unidos. Além disto, 13,8% das exportações foram para a Índia, enquanto o Guam recebeu em torno de 8% das exportações palauenses naquele período. Por outro lado, as maiores importações registradas no país são oriundas dos Estados Unidos (33,4%), Guam (15,8%), Japão (15,7%), China (13,5%) e Coreia do Sul (5,3%).
O país possui três aeroportos. Koror é o único porto real do país. Não há transporte público nas ilhas, mas o caminhante costuma pegar uma carona. Lanchas particulares movem-se entre as ilhas. O estado organiza passeios de barco de outras ilhas para Koror.

## Infraestrutura

### Transportes
O Aeroporto Internacional de Palau oferece voos diretos programados para os aeroportos de Antonio B. Won Pat (Guam), Aeroporto Internacional Ninoy Aquino (Manila), Aeroporto Internacional de Incheon (Seul) e Aeroporto Internacional de Taiwan Taoyuan (Taipé). A Palau Pacific Airways também possui voos para os aeroportos de Hong Kong e Macau. Além disso, os estados de Angaur e Peleliu têm serviços regulares para destinos domésticos.
Navios de carga, militares e de cruzeiros costumam fazer escala no porto de Malakal, na ilha de Malakal, fora de Koror. O país não possui ferrovias e, dos 61 km de rodovias, apenas 36 são pavimentados. A direção é à direita e o limite de velocidade é de 40 km/h. Os táxis estão disponíveis em Koror. Eles não são medidos e as tarifas são negociáveis. O transporte entre as ilhas depende principalmente de barcos particulares e serviços aéreos domésticos. No entanto, existem alguns barcos administrados pelo estado, como uma alternativa mais barata.

## Cultura
Em um estudo divulgado pela ONU em 2012, o país apareceu na 1ª posição entre os países que mais usam maconha no mundo, tendo 24,2% da população usuária. O estudo levou em consideração 140 países.

### Música
A música de Palau se enquadra na mesma tradição musical do resto das ilhas da Melanésia. Sua música popular pode ser considerada uma evolução de sua música tradicional. A partir da década de 1980, a indústria musical começou a se desenvolver e a música sofreu mudanças com o uso de novos instrumentos, como o sintetizador. A música palauana, tanto tradicional quanto moderna, incorpora elementos de música de outras partes do mundo, como o Japão ou os Estados Unidos, sob cuja influência cultural o país esteve em algum momento.

### Feriados
| Data                            | Nome em português     |
| ------------------------------- | --------------------- |
| 1º de janeiro                   | Ano-Novo              |
| 15 de março                     | Dia da Juventude      |
| 5 de maio                       | Senior Citizen Day    |
| 1º de junho                     | Dia do Presidente     |
| 9 de julho                      | Dia da Constituição   |
| 1ª segunda-feira de setembro    | Dia do Trabalhador    |
| 1º de outubro                   | Dia da Independência  |
| Última quinta-feira de novembro | Dia de Ação de Graças |
| 25 de dezembro                  | Natal                 |